# Palmair

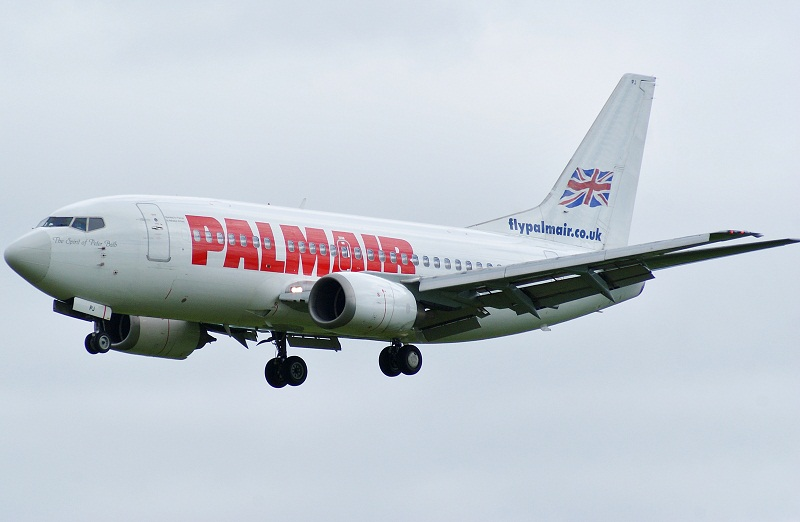
G-PJPJ, ostatni z samolotów firmy w jej nowym malowaniu

Palmair – nieistniejąca brytyjska czarterowa linia lotnicza z siedzibą Bournemouth. Głównym węzłem był port lotniczy Bournemouth.
Linia zaprzestała prowadzenia działalności w październiku 2010.